# پدرسون ۳۳۱۲
سیارک ۳۳۱۲ (به انگلیسی: 3312 Pedersen، نامگذاری:1984SN) سه هزار و سیصد و دوازدهمین سیارک کشف شده‌است که در ۲۴ سپتامبر ۱۹۸۴ کشف شد.
قدر مطلق سیارک برابر ۱۱٫۴۰ است.